# Fiskedræt i Genesaret Sø
|  | Denne artikel er oprettet af botten Steenthbot ud fra en ekstern database. Den kan derfor have sproglige fejl eller mangler. Denne skabelon kan fjernes efter kontrol af indholdet. |

Fiskedræt i Genesaret Sø er en dansk dokumentarfilm fra 1975 instrueret af Tue Ritzau efter eget manuskript.

## Handling
I søen findes store kuttere og andre fiskere, der fisker ved traditionelle metoder.